# Janua semidentata
Janua semidentata är en ringmaskart som först beskrevs av Bush 1905.  Janua semidentata ingår i släktet Janua och familjen Serpulidae. Inga underarter finns listade i Catalogue of Life.